# Matriu aleatòria

Valors propis de 4 classes de matrius aleatòries en el pla complex. (Estic fent servir ~10³ matrius 2x2, de manera que qualsevol teorema de límit central vàlid per a matrius grans no s'aplica realment aquí).

En la teoria de la probabilitat i la física matemàtica, una matriu aleatòria és una variable aleatòria amb valor matricial — és a dir, una matriu en la qual alguns o tots els elements són variables aleatòries. Moltes propietats importants dels sistemes físics es poden representar matemàticament com a problemes matricials. Per exemple, la conductivitat tèrmica d'una xarxa es pot calcular a partir de la matriu dinàmica de les interaccions partícula-partícula dins de la xarxa.

## Aplicacions

### Física
En física nuclear, Eugene Wigner va introduir matrius aleatòries per modelar els nuclis dels àtoms pesats. Wigner va postular que els espais entre les línies en l'espectre d'un nucli d'àtoms pesats haurien de semblar-se als espais entre els valors propis d'una matriu aleatòria i només haurien de dependre de la classe de simetria de l'evolució subjacent. En la física de l'estat sòlid, les matrius aleatòries modelen el comportament de grans hamiltonians desordenats en l'aproximació del camp mitjà.

### Estadística matemàtica i anàlisi numèrica
En les estadístiques multivariants, les matrius aleatòries van ser introduïdes per John Wishart, que va intentar estimar les matrius de covariància de mostres grans. Les desigualtats de tipus Chernoff -, Bernstein - i Hoeffding normalment es poden reforçar quan s'apliquen al valor propi màxim (és a dir, el valor propi de major magnitud) d'una suma finita de matrius hermitianes aleatòries. La teoria de matrius aleatòries s'utilitza per estudiar les propietats espectrals de matrius aleatòries, com ara matrius de covariància de mostra, que és d'interès particular en estadístiques d'alta dimensió. La teoria de matrius aleatòries també va veure aplicacions en xarxes neuronals i aprenentatge profund, amb treballs recents que utilitzen matrius aleatòries per demostrar que els ajustaments d'hiper-paràmetres es poden transferir de manera econòmica entre grans xarxes neuronals sense necessitat de reentrenament.

### Teoria dels nombres
En la teoria dels nombres, la distribució de zeros de la funció zeta de Riemann (i d'altres funcions L) es modela mitjançant la distribució de valors propis de determinades matrius aleatòries. La connexió va ser descoberta per primera vegada per Hugh Montgomery i Freeman Dyson. Està connectat amb la conjectura de Hilbert-Pólya.

### Neurociència teòrica
En el camp de la neurociència teòrica, les matrius aleatòries s'utilitzen cada cop més per modelar la xarxa de connexions sinàptiques entre neurones del cervell. Es va demostrar que els models dinàmics de xarxes neuronals amb matriu de connectivitat aleatòria presenten una transició de fase al caos quan la variància dels pesos sinàptics creua un valor crític, al límit de la mida infinita del sistema. Els resultats sobre matrius aleatòries també han demostrat que la dinàmica dels models de matrius aleatòries és insensible a la força de connexió mitjana. En canvi, l'estabilitat de les fluctuacions depèn de la variació de la força de la connexió i el temps de sincronització depèn de la topologia de la xarxa.

### Control òptim
En la teoria del control òptim, l'evolució de n variables d'estat al llarg del temps depèn en qualsevol moment dels seus propis valors i dels valors de k variables de control. Amb l'evolució lineal, les matrius de coeficients apareixen a l'equació d'estat (equació d'evolució). En alguns problemes els valors dels paràmetres d'aquestes matrius no es coneixen amb certesa, en aquest cas hi ha matrius aleatòries a l'equació d'estat i el problema es coneix com un de control estocàstic. :ch. 13 Un resultat clau en el cas del control lineal-quadrat amb matrius estocàstiques és que el principi d'equivalència de certesa no s'aplica: mentre que en absència d'incertesa multiplicadora (és a dir, amb només incertesa additiva) la política òptima amb una funció de pèrdua quadràtica coincideix amb el que es decidiria si s'ignorés la incertesa, la política òptima pot diferir si l'equació d'estat conté coeficients aleatoris.